# Allen Ginsberg
Irwin Allen Ginsberg (Newark, Nova Jersey, 3 de junho de 1926 – Manhattan, Nova York, 5 de abril de 1997) foi um escritor, poeta estadunidense e filósofo. Ele é considerado como uma das principais figuras da Geração Beat nos anos 50, junto com Jack Kerouac e William S. Burroughs e da contracultura que se seguiu depois disso. Ficou conhecido pelo seu livro de poesia Uivo e Outros Poemas (1956). Se opôs vigorosamente ao militarismo, ao materialismo econômico e à repressão sexual. Foi conhecido por incorporar vários aspectos de sua contracultura, assim como suas opiniões sobre drogas, hostilidade à burocracia e abertura para religiões orientais.
Em seu poema Uivo (1956), onde ele denuncia o que viu como as forças destrutivas do capitalismo e da conformidade nos Estados Unidos. Em 1956, "Uivo" foi apreendido pela polícia de São Francisco. Em 1957, o poema atraiu grande publicidade quando foi para um inquérito sentenciado por obscenidade, já que descrevia sexo tanto entre heteros quanto homossexuais em um tempo onde leis da época tornavam atos homossexuais como crime em todos os Estados Unidos. "Uivo" refletiu a própria homossexualidade de Ginsberg e suas relações com inúmeros homens, incluindo Peter Orlovsky, seu companheiro até o fim de sua vida. O juiz Clayton W. Horn pautou que "Uivo" não era obsceno, indagando se "teria algum tipo de liberdade de imprensa ou de expressão se alguém devesse reduzir seu vocabulário a vazios eufemismos?".
Ginsberg foi um budista praticante que estudou religiões orientais extensivamente. Vivia modestamente, comprando suas roupas em brechós e vivendo em apartamentos baratos na East Village em Nova Iorque. Uma de suas maiores influências foi Chogyam Trungpa, budista tibetano e fundador do Instituto Naropa em Boulder, Colorado. Com o estímulo de Trungpa, Ginsberg e a poeta Anne Waldman começaram no Instituto a Escola de Poéticas Desencarnadas de Jack Kerouac em 1974.
Ginsberg fez parte por décadas de protestos não-violentos contra tudo a respeito desde a Guerra do Vietnã até a Guerra das Drogas. Seu poema "Setembro na Estrada Jessore", chamando atenção à situação dos refugiados de Bangladesh, exemplificam o que o crítico literário Helen Vendler descreveu como "a incansável persistência de Ginsberg em protestar contra políticas imperialistas e perseguição aos de pouco poder".
Sua coleção "A Queda da America" apareceu no anual National Book Award na categoria Poesia em 1976. Em 1979 ele recebeu uma medalha de ouro da National Arts Club e foi incluído na Academia Americana de Artes e Letras. Ginsberg concorreu como finalista no Prêmio Pulitzer em 1995 por seu livro "Saudações Cosmopolitanas: Poemas 1986 - 1992".

## Biografia
Allen Ginsberg foi uma criança complicada e tímida, dominada pelos estranhos e assustadores episódios de sua mãe, uma mulher completamente paranoica, que acreditava que o mundo conspirava contra ela. Ao mesmo tempo, o jovem Allen descobria seu desejo por outros meninos.
Na escola secundária, encanta-se com a obra poética de Walt Whitman (considerado o primeiro beat) mas, apesar do seu interesse pela poesia, decide seguir os conselhos do pai e estudar direito. Logo ao ingressar na Universidade de Columbia, em Nova York, faz amizade com um grupo de jovens malcomportados - alguns estudantes, como Lucien Carr e Jack Kerouac), e outros não estudantes, como William S. Burroughs e Neal Cassady, todos igualmente interessados em drogas, sexo e literatura. Ginsberg, o mais jovem do grupo, estimulava os novos amigos a desenvolverem de seus talentos literários, enquanto eles o ajudavam a perder sua ingenuidade livresca. Ginsberg acreditava que ele e seus companheiros seguiam em direção a uma grande visão poética, que ele e Kerouac chamavam New Vision. Experimentou benzedrina e maconha e começou a frequentar bares gays em Greenwich Village. Começou um relacionamento amoroso com o relutante Neal Cassady, e cruzava o país para visitá-lo, em Denver e San Francisco, no melhor estilo das aventuras narradas no "On the Road" de Kerouac.

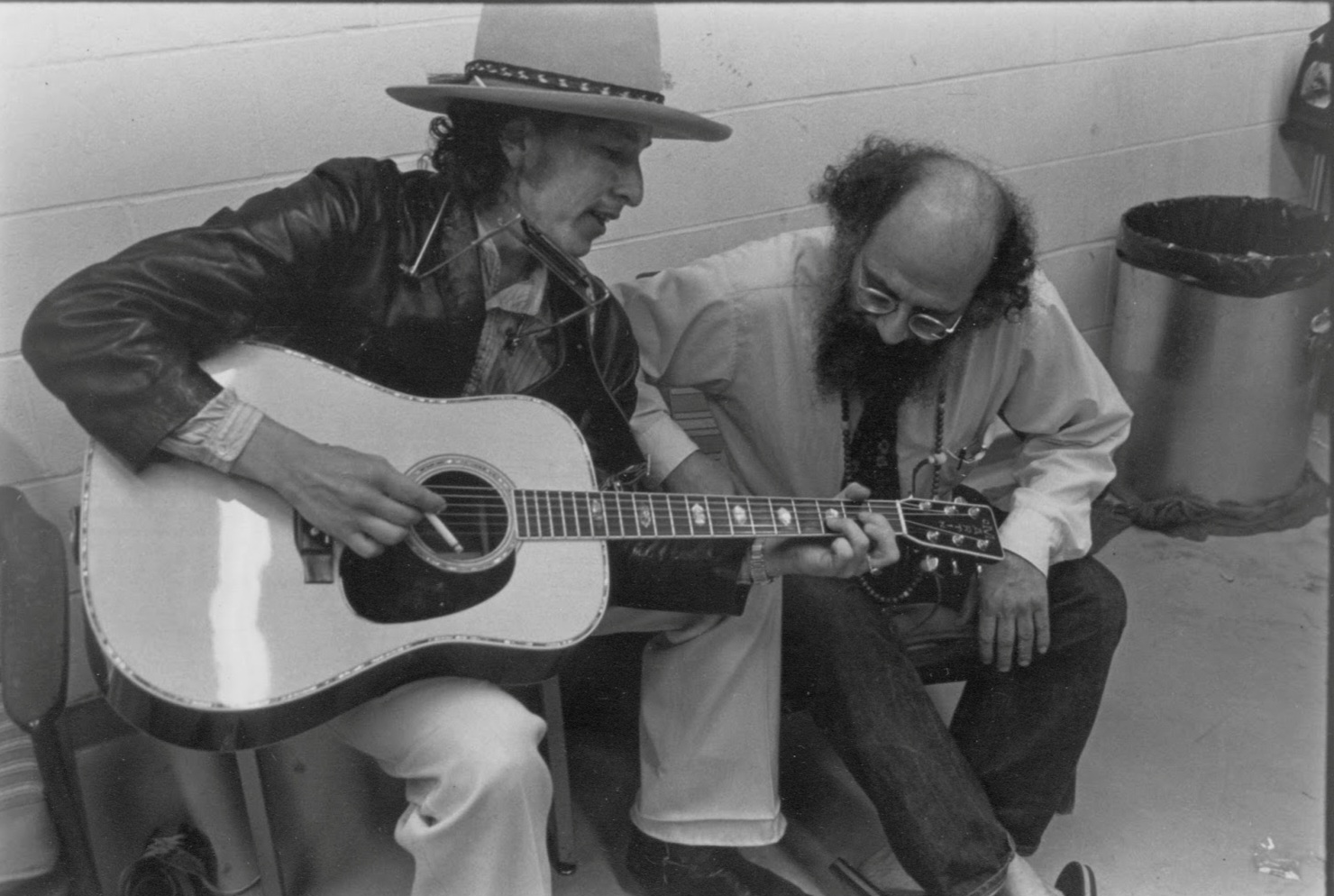
Ginsberg com Bob Dylan, 1975

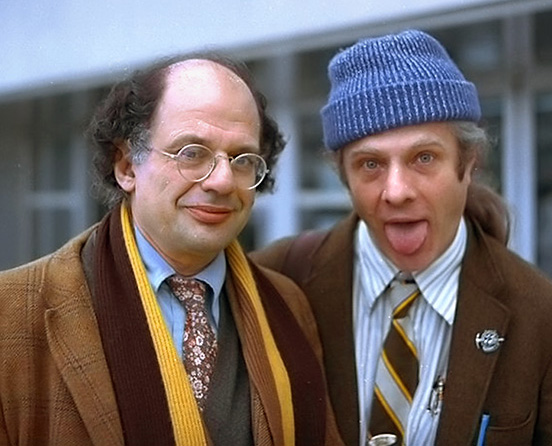
Ginsberg e seu companheiro, o poeta Peter Orlovsky, em 1978

Assumindo um estilo de vida bizarro, como se procurasse em si mesmo a face da loucura de sua mãe, Ginsberg acabou em tratamento psiquiátrico. Aos 29 anos, ele já tinha escrito muita poesia, mas quase nada publicado. Ganhou popularidade a partir de 1955, com o seu poema Howl (considerado por muitos, obsceno e pornográfico, assim como o seu autor...). Howl (Uivo) foi o livro de poesia mais vendido da história dos EUA, ultrapassando um milhão de exemplares em pouco tempo, e foi seguido por vários outros poemas importantes, como Kaddish, onde o autor faz uma espécie de auto-exorcismo, escrevendo sobre a loucura e morte de sua mãe. Por esse período, Ginsberg viaja o mundo, descobre o budismo e se apaixona por Peter Orlovsky (1933–2010), que seria seu companheiro pelo resto de sua vida, embora a relação não fosse monógama.
No início dos anos 1960, enquanto sua celebridade crescia, Ginsberg se lança na cena hippie, ajuda Timothy Leary a divulgar o psicodélico LSD e participa de uma lista incrivelmente grande de eventos, como o Human Be-In, em San Francisco, 1967, quando ele foi um dos condutores da multidão, cantando o mantra Om. Em 1965, Allen Ginsberg foi expulso de Cuba para Praga depois de alguma polêmica relacionada ao tratamento que o regime comunista cubano dava aos homossexuais. Ginsberg é também figura-chave nos protestos contra a guerra do Vietnã, na Convenção do Partido Democrata de Chicago, em 1968.
Após conhecer o lama tibetano Trungpa Rinpoché, Ginsberg aceita-o como seu guru pessoal. Depois, juntamente com a poeta Anne Waldman, cria uma escola de poesia. Sempre participando de eventos multiculturais, Ginsberg manteve sua agenda social ativa até a sua morte, em 5 de abril de 1997, em Nova Iorque.
Entre seus maiores admiradores, estava Jim Morrison, do grupo The Doors. Morrison dizia escrever suas músicas sempre após ter lido algum dos poemas de Allen Ginsberg. Sabe-se também que Ginsberg e a banda The Clash admiravam-se reciprocamente. O poeta fez uma participação especial na música Ghetto Defendant, cantando, ao lado de Joe Strummer, trechos de um de seus poemas. Ian Astbury, líder da banda The Cult e amigo pessoal dos músicos de The Clash, que recitava Howl no início dos shows, foi um grande propagador da obra de Ginsberg, a quem dedicou a música Bodihsatwa, do seu álbum solo Cream, que fala sobre zen-budismo e poetas da geração beat. No Brasil, Cazuza também era um grande fã de Ginsberg e cita o poeta na canção "Só As Mães São Felizes".
Ginsberg foi um dos expoentes do movimento literário denominado de beat, integrado por um grupo de autores que trabalhavam com poesia, prosa e consciência cultural. Ginsberg articulou e formalizou o beat. Sua escrita oscilava entre o mantra e o sexo explícito, o sagrado e o profano, o espiritual e o material. Transitava entre dois mundos: o da marginalidade e o da cultura erudita. A utopia de Ginsberg era a de uma sociedade harmoniosa, onde coubessem os loucos e, por afinidade, todas as modalidades de contextos estranhos.

## Legado
Trecho do texto do tradutor e poeta Cláudio Willer, autor da introdução, das notas e da tradução de Uivo para a L&PM Editores:
"Allen Ginsberg foi não apenas o poeta norte-americano de maior prestígio da segunda metade do século XX, como também o grande rebelde romântico e poeta-anarquista contemporâneo. Promoveu, em parceria com Kerouac, Burroughs, Corso, Ferlinghetti, Snyder e outros uma revolução na linguagem e nos valores literários que se transformou em rebelião coletiva, na série de acontecimentos revolucionários que foi o ciclo da Geração beat na década de 50, e da contracultura e rebeliões juvenis dos anos 60 e 70. (...)
Foi membro da Associação Norte-Americana do Amor entre Homens e Garotos. (...)
Morto aos 70 anos, fará falta, mesmo com a permanência de sua obra. Em uma admirável síntese do poeta olímpico, a celebridade mundial, e do poeta maldito, o marginal, jamais abriu mão do senso crítico e da busca do novo, tão evidente na permanente transformação de sua obra desde a fase heróica da Beat, nos anos 40-50. Enfrentou crises pessoais como a de 1960 a 63, interrupções do seu processo criativo, mas nunca se tornou um repetidor, um epígono de si mesmo. Não soará estranho, atualmente, afirmar que alguém como ele, um rebelde com um comportamento extravagante e desregrado, foi um exemplo de integridade, de uma elevada ética da poesia."

## Obras

### Poesia
- Howl and Other Poems, de 1956 (no Brasil L&PM Editores 1982, e L&PM POCKET, 2000)
- Kaddish and Other Poems, de 1961 (no Brasil L&PM Editores 1982, e L&PM POCKET, 2000)
- Empty (1961)
- Reality Sandwiches (1963)
- Ankor Wat (1968)
- Airplane Dreams (1968)
- Planet News (1969)
- The Gates of Wrath, Rhymed Poems 1948-51 (1972)
- The Fall of America, Poems of These States (1973)
- Iron Horse (1974)
- First Blues (1975)
- Mind Breaths, Poems 1971/76 (1978)
- Poems All Over The Place (1973)
- Plutonian Ode, Poems 1977-1980 (1982).

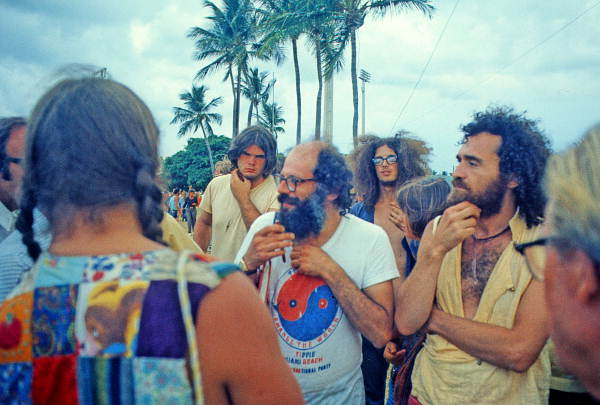
Poeta e ativista Allen Ginsberg com os protestantes - Praia de Miami, Florida

### Prosa
- The Yage Letters (com William Burroughs), de 1963
- Indian Journals (1970)
- Gay Sunshine Interview (1974)
- Allen Verbatim: Lectures on Poetry, etc. (1974)
- The Visions of the Great Rememberer (1974)
- Chicago Trial Testimony (1975)
- To Eberhart From Ginsberg (1976)
- Journals Early Fifties Early Sixties (1977) *As Ever – Collected Correspondence. Allen Ginsberg & Neal Cassady (1977); *Composed on the Tongue (Literary Conversations, 1967-1977), 1980
- Straight Heart’s Delight: Love Poems and Selected Letters (com Peter Orlovsky), 1980.

## Bibliografia

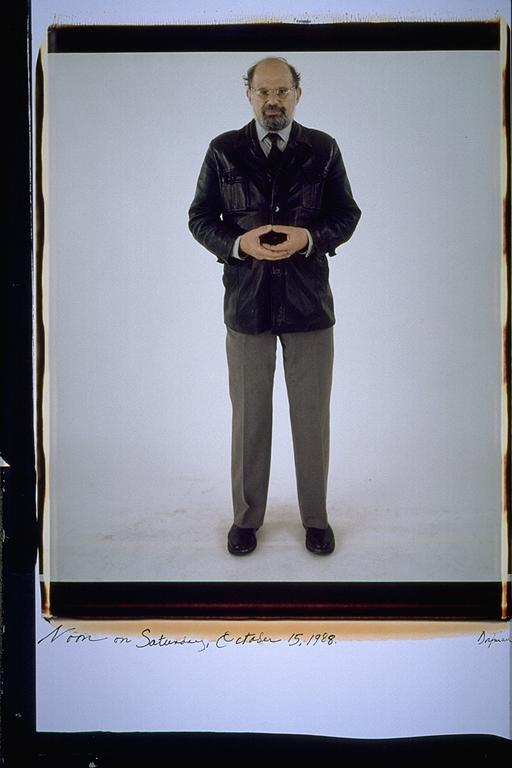

### Frase
Uma de suas frases mais célebres é "quem quer que controle a mídia, as imagens, controla a cultura".

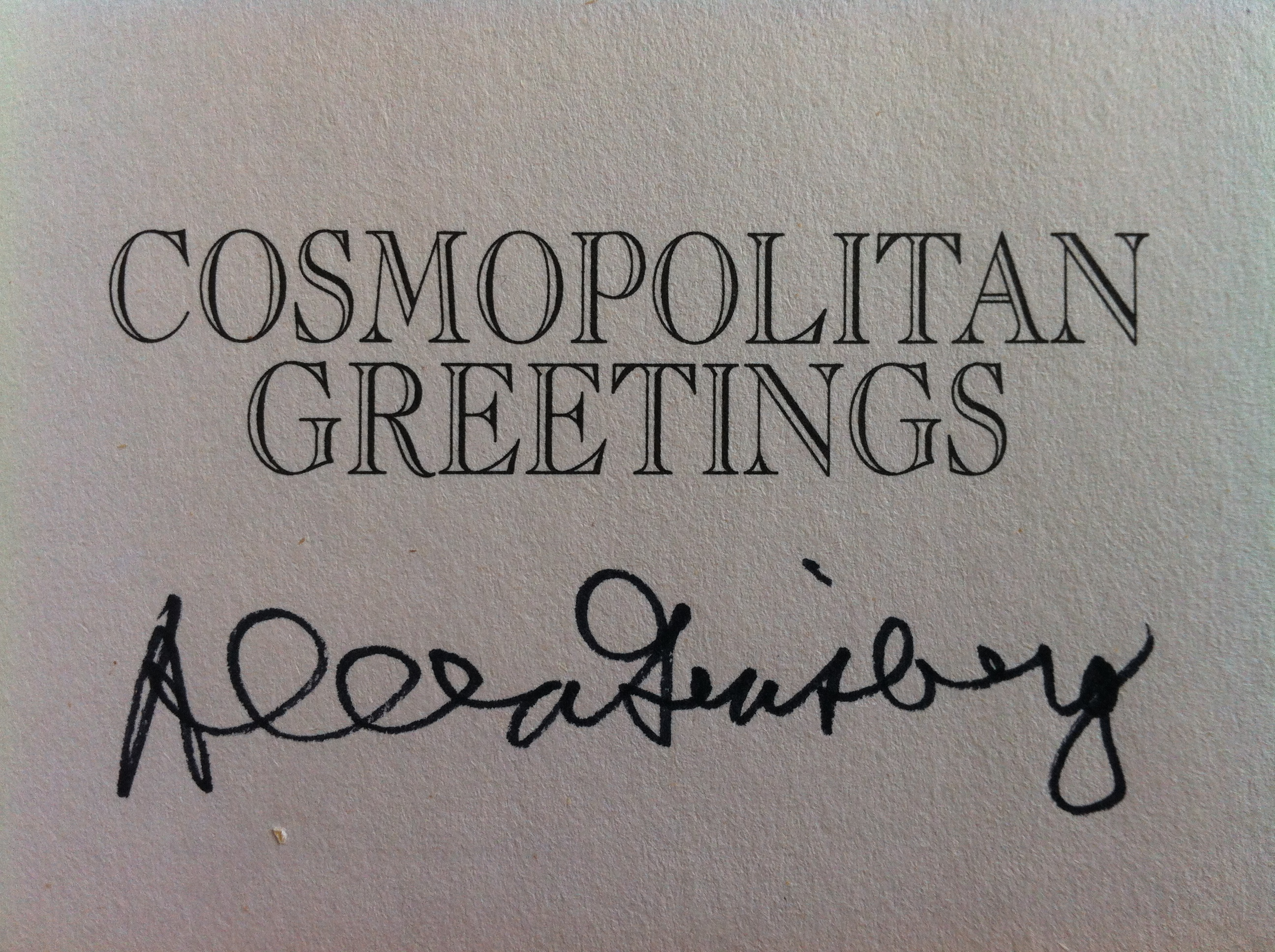
Último livro publicado em vida